# Jūrmala
Jūrmala (in russo Юрмала?, Jurmala) è una città della Lettonia situata sul Mar Baltico.

## Geografia fisica
Città turistica a circa 20 km dalla capitale Riga, è famosa per le sue ville caratteristiche e per una spiaggia amplissima. Si affaccia direttamente sul Mar Baltico. È stata una stazione balneare dell'ex Unione Sovietica e ancora oggi vanta un discreto afflusso turistico, anche grazie ai numerosi stabilimenti termali. Risulta essere la stazione balneare più frequentata del paese.
Fondata soltanto nel 1920, la città si estende per 32 km in direzione E-O lungo il golfo di Riga ed è composta di fatto da un agglomerato filiforme di centri balneari (da ovest a est: Ķemeri, Jaunķemeri, Sloka, Kauguri, Vaivari, Asari, Melluži, Pumpuri, Jaundubulti, Dubulti, Majori, Dzintari, Bulduri e Lielupe). Il toponimo lettone significa "spiaggia" o "costa".
È nota anche per le sue industrie alimentari, chimiche, del legno e del cemento.

### Clima
Il clima è di tipo subcontinentale; in inverno a causa della rigidità del clima la costa tende a ghiacciare e si verifica il fenomeno della banchisa, quest'ultimo dura in media 6 mesi. In estate le temperature possono essere anche calde, con valori intorno ai 25 °C (solo eccezionalmente sui 30 °C), con giornate soleggiate; tuttavia in questa stagione non è raro che si possano verificare temporali, con giornate piovose e fresche. In inverno le temperature sono sotto lo zero per molti mesi, e come detto l'intera costa, se non tutto il mare congela. Le temperature medie a Jūrmala sono di 18,5 °C in estate e di -2,5 °C in inverno. 

## Cultura

### Musei
Il Parco Nazionale del Kemeri accoglie una grande diversità biologica intorno alla palude di Kemeri, con muschi, torbiere e fanghi terapeutici. Il parco è meta in particolare di escursionisti e birdwatcher. Al suo interno vi sono il lago Sloka, il lago Kanieris e la Duna Verde, una collina di sabbia lunga parecchi chilometri e completamente ricoperta di pini.
Il Museo a cielo aperto di Jurmala è locato appena fuori dal centro abitato e permette un'immersione a trecentosessanta gradi nello stile di vita tradizionale della Lettonia. All'interno del museo è possibile degustare pesce fresco all'aperto, tra le vecchie case dei pescatori risalenti al XIX secolo, le loro imbarcazioni e i loro strumenti nautici e per la pesca.
Nella città ha inoltre sede l'Art Rezidence Inner Light, una galleria d'arte allestita all'interno dell'abitazione privata di un artista russo. In questa galleria sono esposti dipinti realizzando pigmenti artigianali dall'effetto fluorescente.

### Eventi
La città di Jūrmala ospita ogni anno numerosi festival e concerti. Il più popolare per i turisti è la New Wave che si tiene ogni anno dal 2002. Di solito, questo festival si svolge dalla fine di luglio all'inizio di agosto e dura circa sei giorni.

## Amministrazione
La città è gemellata con:
- Türkmenbaşy[4]

## Sport

### Calcio
Le squadre principali della città sono: il Futbola Centrs Jūrmala, lo Spartaks Jūrmala e il Jūrmala-VV.